# دست سیاه
اتحاد یا مرگ (به صربی: Уједињење или смрт / Ujedinjenje ili smrt) یا دست سیاه (به صربی: Црна рука / Crna ruka) انجمنی مخفی متعلق به جنبش ملی‌گرایانه پان‌اسلاویسم بود که تحت نظر سرهنگ دراگوتین دیمیترییویچ رئیس اطلاعات و امنیت صربستان در ارتش صرب‌ها فعالیت می‌کرد. هدف این تشکیلات آزادی اسلاوهای جنوبی امپراتوری اتریش-مجارستان و امپراتوری عثمانی بود. این گروه در دوران جنگ‌های بالکان نفوذ فراوانی در اعمال سیاست صربستان داشت و به تربیت و اعزام تروریست‌ها می‌پرداخت.
آرشیدوک فرانتس فردیناند ولیعهد اتریش به‌دست گاوریلو پرنسیپ، از اعضای این گروه در سارایوو به قتل رسید و همین امر بهانه آغاز جنگ جهانی اول شد. در پی وقوع این حادثه مقامات صربستان تشکیلات مزبور را تحت پیگرد قرار دادند و سران آن را به اتهام برپایی توطئه و قتل ولیعهد اتریش اعدام کردند.